# Argavand (Ararat)
Argavand (in armeno Արգավանդ?, fino al 1948 Uzunoba, conosciuto anche come Dzhafarapat) è un comune dell'Armenia di 1 608 abitanti (2008) della provincia di Ararat.